# دوليكول
يُشير دوليكول إلى أي مجموعة من المركبات العضوية غير المشبعة طويلة السلسلة في الغالب والتي تتكون من أعداد مختلفة من وحدات الأيزوبرين التي تنتهي في مجموعة إيزو برينيود المشبعة α، والتي تحتوي على مجموعة وظيفية كحولية.

## المهام
يلعب دوليكول دورًا في التعديل الترجمي المشترك للبروتينات المعروفة باسم -glycosylation في شكل فوسفات. يعمل دوليكول كمرساة غشائية لتكوين سكريات قليلة التعدد Glc3-Man9-GlcNAc2 (حيث يكون Glc جلوكوز، Man هو مانوز، وGlcNAc هو إن-أسيتيل غلوكوز أمين). يتم نقل سكاريد قليل السكاريد هذا من المتبرع بالدوليكول إلى بقايا أسباراجين معينة (على تسلسل محدد هو "Asn-X-Ser / Thr") من سلاسل متعددة الببتيد حديثة التكوين. يشارك دوليكول أيضًا في نقل السكريات الأحادية إلى ناقل Glc3-Man9-GlcNAc2.
بالإضافة إلى ذلك، يمكن إضافة دوليكول إلى البروتينات كتعديل ما بعد الترجمة، وهي عملية يتم فيها تشكيل أشجار الكربوهيدرات المتفرعة على جزء دوليكول ثم نقلها إلى مجموعة من البروتينات لتكوين بروتين سكري كبير في الشبكة الإندوبلازمية الخشنة. دوليكول هو المكون الرئيسي للدهون (14٪ بالكتلة) من المادة السوداء البشرية ميلانين عصبي (نيوروميلانين). تم اكتشاف فوسفات دوليكول في جامعة ليفربول في الستينيات، على الرغم من أن الباحثين لم يعرفوا وظيفته في وقت اكتشافه.

## الدور في الشيخوخة
تم اقتراح استخدام دوليكول كمؤشر بيولوجي للشيخوخة. أثناء الشيخوخة، يظهر الدماغ البشري زيادة تدريجية في مستويات الدوليكول، وانخفاض في مستويات مساعد الإنزيم Q10 (يوبيكوينون) ولكن تركيزات غير متغيرة نسبيًا من الكوليسترول وفوسفات دوليكول. في مرض الزهايمر التنكسي العصبي، ينعكس الوضع، مع انخفاض مستويات دوليكول وزيادة مستويات يوبيكويين. كما تزداد تراكيز فوسفات البوليسيل، بينما يظل الكوليسترول دون تغيير. تغيرات الأيزوبرينويد في مرض الزهايمر تختلف عن تلك التي تحدث أثناء الشيخوخة الطبيعية، وبالتالي، لا يمكن اعتبار هذا المرض نتيجة الشيخوخة المبكرة. قد تعكس الزيادة في دوليكول الفوسفات الناقل سكر زيادة معدل بالغليكوزيل في الدماغ المريضة، والزيادة في الذاتية المضادة للأكسدة يوبيكوينون محاولة لحماية الدماغ من الإجهاد التأكسدي، على سبيل المثال، الناجم عن بيروكسيد الدهون.

## مع حمض الميفالونيك
دوليكول هو أحد منتجات مسار اختزال HMG-CoA (المعروف أيضًا باسم حمض الميفالونيك)، وبالتالي يتأثر تكوينها وتوفرها بتثبيط الميفالونات. أولاً، يقوم مركب cis (أو Z) -prenyltransferase بتحفيز تكثيف farnesyl diphosphate (FPP) بعدد متغير (يعتمد على cis-prenyltransferase الخاص) لجزيئات isopentenyl diphosphate (IPP)، مما يؤدي إلى تكوين polyprenyl diphosphate (أيضًا المعروف باسم ديهيدرودوليكيل ثنائي الفوسفات). هذا يخضع لاحقًا لفقدان مجموعتي الفوسفات، مما يؤدي إلى بوليبرينول (ديهيدرودوليكول). أخيرًا، وحدة α إيزو بيرنويد مشبعة بواسطة α-saturase (لا يزال إنزيمًا افتراضيًا)، ويعرف كحول البولي بروينيل المشبع بـ α باسم dolichol.

## وظائف أخرى
تم العثور على دوليكول في حقيقيات النوى وفي العتائق، على الرغم من وجود جزيئات البوليبرينول المماثلة في البكتيريا. لا تحتوي البوليبرينول في البكتيريا على إيزوبرينويد مشبع بـ α وعادة ما تكون أصغر من حيث وحدات الأيزوبرينويد أو طول الكربون. تؤدي البوليبرينول وظائف مماثلة داخل البكتيريا ؛ أي أنها تعمل كدهون حاملة للجليكوزيل تشارك في تكوين عديد السكاريد المتفرّع المعقد. ومع ذلك، فإن العملية الخلوية التي يشاركون فيها ليست الارتباط بالجليكوزيل، بل هي التركيب الحيوي لجدار الخلية. تعمل الستاتينات على خفض مستويات الدوليكول في الجسم.

## الأهمية الطبية
تقوم شركة الأدوية الأسترالية سولاجران بالتحقيق في الأهمية الطبية للبوليبرينول واستبدالها بالدوليكول عند تناولها في حالة وجود نقص. تشير تجارب روبرين (المسجلة صيدلانيًا بالفعل باعتبارها واقي الكبد) فيما يتعلق بأمراض التنكس العصبي (بما في ذلك مرض الزهايمر) في كل من روسيا  وأستراليا  إلى إمكانات كبيرة كعلاج آمن وفعال.

## روابط خارجية
- نظرة عامة نسخة محفوظة 7 فبراير 2012 على موقع واي باك مشين. على بيركبيك، جامعة لندن